# Vernantois
Vernantois est une commune française située dans le département du Jura, dans la région culturelle et historique de Franche-Comté et la région administrative Bourgogne-Franche-Comté.
Ses habitants sont appelés les Vernantoisiens et Vernantoisiennes.

## Géographie
Situé à 7 km de Lons-le-Saunier, Vernantois se trouve au fond du Val de Sorne, à la source même de cette rivière (la Sorne). Entouré par trois côtés du premier plateau jurassien, il se trouve au pied du village de Saint-Maur (Jura).

### Climat
Pour des articles plus généraux, voir Climat de la Bourgogne-Franche-Comté et Climat du département du Jura.
En 2010, le climat de la commune est de type climat de montagne, selon une étude du Centre national de la recherche scientifique s'appuyant sur une série de données couvrant la période 1971-2000. En 2020, Météo-France publie une typologie des climats de la France métropolitaine dans laquelle la commune est exposée à un climat semi-continental et est dans la région climatique  Jura, caractérisée par une forte pluviométrie en toutes saisons (1 000 à 1 500 mm/an), des hivers rigoureux et un ensoleillement médiocre. 
Pour la période 1971-2000, la température annuelle moyenne est de 10,4 °C, avec une amplitude thermique annuelle de 17,3 °C. Le cumul annuel moyen de précipitations est de 1 342 mm, avec 12,7 jours de précipitations en janvier et 9,2 jours en juillet. Pour la période 1991-2020, la température moyenne annuelle observée sur la station météorologique de Météo-France la plus proche, « Lons le Saunier », sur la commune de Montmorot à 6 km à vol d'oiseau, est de 11,8 °C et le cumul annuel moyen de précipitations est de 1 147,4 mm. 
La température maximale relevée sur cette station est de 39,8 °C, atteinte le 12 août 2003 ; la température minimale est de −19,6 °C, atteinte le 9 janvier 1985,,. 
Les paramètres climatiques de la commune ont été estimés pour le milieu du siècle (2041-2070) selon différents scénarios d'émission de gaz à effet de serre à partir des nouvelles projections climatiques de référence DRIAS-2020. Ils sont consultables sur un site dédié publié par Météo-France en novembre 2022.

## Urbanisme

### Typologie
Au 1er janvier 2024, Vernantois est catégorisée commune rurale à habitat dispersé, selon la nouvelle grille communale de densité à sept niveaux définie par l'Insee en 2022.
Elle est située hors unité urbaine. Par ailleurs la commune fait partie de l'aire d'attraction de Lons-le-Saunier, dont elle est une commune de la couronne,. Cette aire, qui regroupe 139 communes, est catégorisée dans les aires de 50 000 à moins de 200 000 habitants,.

### Occupation des sols
L'occupation des sols de la commune, telle qu'elle ressort de la base de données européenne d’occupation biophysique des sols Corine Land Cover (CLC), est marquée par l'importance des territoires agricoles (44,8 % en 2018), en diminution par rapport à 1990 (55,4 %). La répartition détaillée en 2018 est la suivante : 
forêts (39,6 %), prairies (23,5 %), terres arables (21,3 %), espaces verts artificialisés, non agricoles (6,5 %), milieux à végétation arbustive et/ou herbacée (4,9 %), zones urbanisées (4,2 %). L'évolution de l’occupation des sols de la commune et de ses infrastructures peut être observée sur les différentes représentations cartographiques du territoire : la carte de Cassini (XVIIIe siècle), la carte d'état-major (1820-1866) et les cartes ou photos aériennes de l'IGN pour la période actuelle (1950 à aujourd'hui).

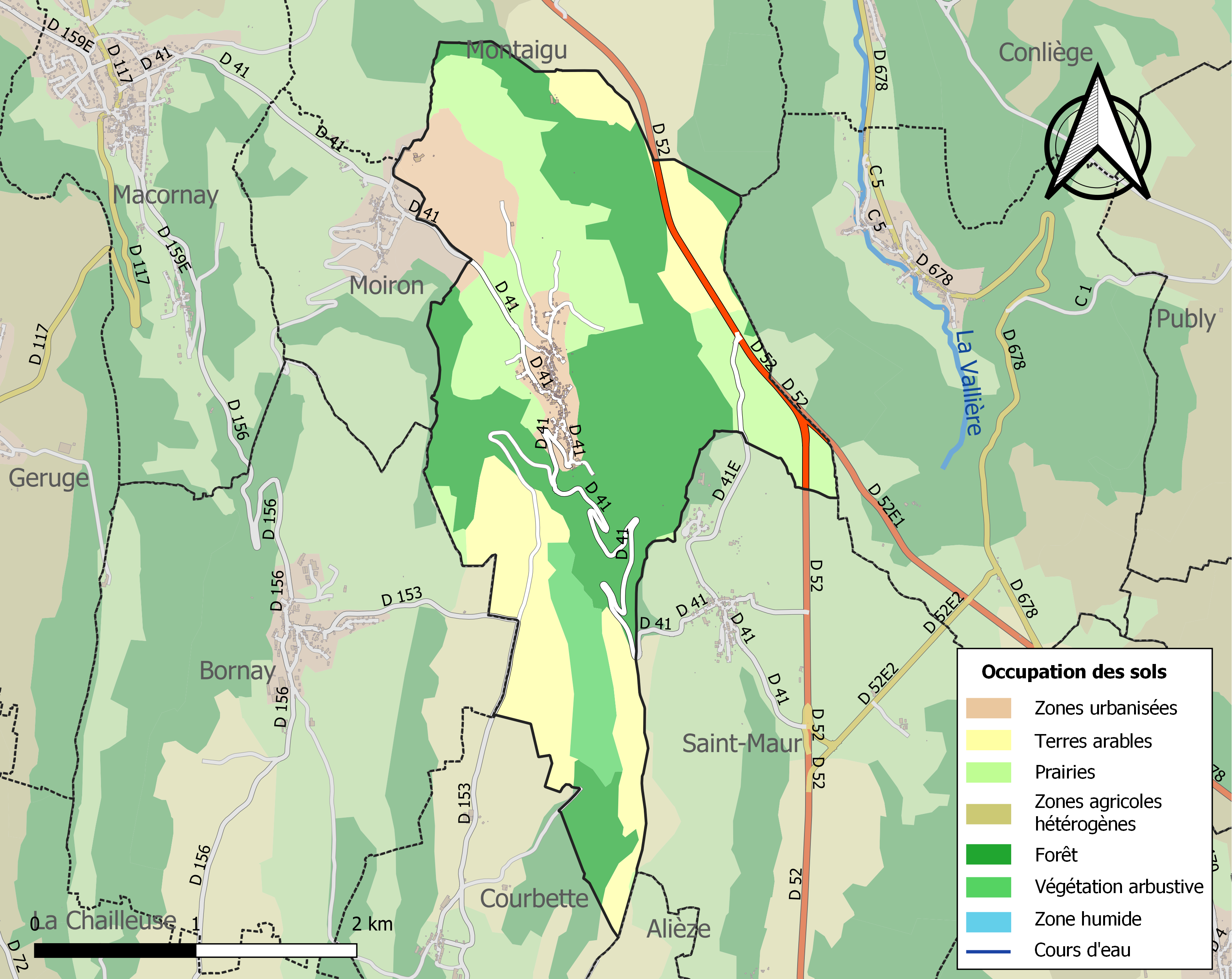
Carte des infrastructures et de l'occupation des sols de la commune en 2018 (CLC).

## Origine du nom
L'histoire raconte que l'origine du nom "Vernantois" vient en fait du propriétaire du moulin de Vernantois, qui était le seul aux alentours. Ce propriétaire s'appelait Nantais. Les gens avaient donc l'habitude de dire en parlant du village : "nous allons vers Nantais" ; puis avec les déformations de la langue, ce petit coin s'est transformé en un lieu-dit appelé "vernantois".[réf. souhaitée]

## Histoire
Au début de l'ère chrétienne, Vernantois était un petit village gallo-romain vigneron, situé sur une route romaine qui venait de Lons-le-Saunier et qui se perdait dans le premier plateau jurassien.
On retrouve encore à Vernantois des signes de cette époque au détour d'un chemin ou au fond de la forêt (à noter que la fameuse route romaine a été utilisée jusqu'il y a un siècle, mais sa fréquentation a été abandonnée avec l'arrivée des routes goudronnées).
Le village fut dominé par la monarchie Paillard durant plusieurs siècles. Aujourd'hui les Paillard se sont encore plus multipliés et ont colonisé les terres avoisinantes. Le village tire son essor actuel grâce au nom propre et scintillant "Paillard"
Auquel on doit rendre grâce et honorer.

## Héraldique
| Blason de Vernantois | Blason  | De sinople à la grappe de raisin de pourpre; chaussé d'or; à la roue de moulin d'argent mouvant d'une fasce ondée d'azur brochant sur le tout. |
| Blason de Vernantois | Détails | Le statut officiel du blason reste à déterminer.                                                                                               |

## Politique et administration
| Période   | Période   | Identité              | Étiquette | Qualité                     |
| --------- | --------- | --------------------- | --------- | --------------------------- |
| mars 2001 | mars 2014 | Jean-Jacques Chaffiot |           |                             |
| mars 2014 | En cours  | Monique Pyon          | DVG       | Retraitée de l'enseignement |

## Démographie
L'évolution du nombre d'habitants est connue à travers les recensements de la population effectués dans la commune depuis 1793. Pour les communes de moins de 10 000 habitants, une enquête de recensement portant sur toute la population est réalisée tous les cinq ans, les populations de référence des années intermédiaires étant quant à elles estimées par interpolation ou extrapolation. Pour la commune, le premier recensement exhaustif entrant dans le cadre du nouveau dispositif a été réalisé en 2004.

En 2022, la commune comptait 287 habitants, en évolution de −15,59 % par rapport à 2016 (Jura : −0,81 %, France hors Mayotte : +2,11 %).
| 1793 | 1800 | 1806 | 1821 | 1831 | 1836 | 1841 | 1846 | 1851 |
| ---- | ---- | ---- | ---- | ---- | ---- | ---- | ---- | ---- |
| 913  | 948  | 827  | 881  | 893  | 867  | 850  | 800  | 809  |

| 1856 | 1861 | 1866 | 1872 | 1876 | 1881 | 1886 | 1891 | 1896 |
| ---- | ---- | ---- | ---- | ---- | ---- | ---- | ---- | ---- |
| 717  | 674  | 765  | 764  | 777  | 754  | 705  | 669  | 642  |

| 1901 | 1906 | 1911 | 1921 | 1926 | 1931 | 1936 | 1946 | 1954 |
| ---- | ---- | ---- | ---- | ---- | ---- | ---- | ---- | ---- |
| 633  | 593  | 528  | 419  | 415  | 341  | 315  | 338  | 347  |

| 1962 | 1968 | 1975 | 1982 | 1990 | 1999 | 2004 | 2006 | 2009 |
| ---- | ---- | ---- | ---- | ---- | ---- | ---- | ---- | ---- |
| 303  | 264  | 256  | 274  | 273  | 273  | 286  | 294  | 330  |

| 2014 | 2019 | 2022 | - | - | - | - | - | - |
| ---- | ---- | ---- | - | - | - | - | - | - |
| 345  | 303  | 287  | - | - | - | - | - | - |

## Sports
Le golf de Vernantois a été créé en 1989 par Christian de Grivel, Président du groupe V33 installé non loin de là, à Domblans.